# Biei, Hokkaidō
Biei (美瑛町 Biei-chō) là thị trấn thuộc huyện Kamikawa, phó tỉnh Kamikawa, Hokkaidō, Nhật Bản. Tính đến ngày 1 tháng 10 năm 2020, dân số ước tính thị trấn là 9.668 người và mật độ dân số là 14 người/km2. Tổng diện tích thị trấn là 677,16 km2.

## Địa lý

### Khí hậu
| Dữ liệu khí hậu của Biei, Hokkaidō      | Dữ liệu khí hậu của Biei, Hokkaidō | Dữ liệu khí hậu của Biei, Hokkaidō | Dữ liệu khí hậu của Biei, Hokkaidō | Dữ liệu khí hậu của Biei, Hokkaidō | Dữ liệu khí hậu của Biei, Hokkaidō | Dữ liệu khí hậu của Biei, Hokkaidō | Dữ liệu khí hậu của Biei, Hokkaidō | Dữ liệu khí hậu của Biei, Hokkaidō | Dữ liệu khí hậu của Biei, Hokkaidō | Dữ liệu khí hậu của Biei, Hokkaidō | Dữ liệu khí hậu của Biei, Hokkaidō | Dữ liệu khí hậu của Biei, Hokkaidō | Dữ liệu khí hậu của Biei, Hokkaidō |
| Tháng                                   | 1                                  | 2                                  | 3                                  | 4                                  | 5                                  | 6                                  | 7                                  | 8                                  | 9                                  | 10                                 | 11                                 | 12                                 | Năm                                |
| --------------------------------------- | ---------------------------------- | ---------------------------------- | ---------------------------------- | ---------------------------------- | ---------------------------------- | ---------------------------------- | ---------------------------------- | ---------------------------------- | ---------------------------------- | ---------------------------------- | ---------------------------------- | ---------------------------------- | ---------------------------------- |
| Cao kỉ lục °C (°F)                      | 6.0 (42.8)                         | 11.4 (52.5)                        | 14.9 (58.8)                        | 27.0 (80.6)                        | 34.4 (93.9)                        | 36.0 (96.8)                        | 36.1 (97.0)                        | 37.1 (98.8)                        | 32.7 (90.9)                        | 25.7 (78.3)                        | 20.2 (68.4)                        | 12.1 (53.8)                        | 37.1 (98.8)                        |
| Trung bình ngày tối đa °C (°F)          | −3.9 (25.0)                        | −2.6 (27.3)                        | 2.0 (35.6)                         | 10.2 (50.4)                        | 18.0 (64.4)                        | 22.3 (72.1)                        | 25.7 (78.3)                        | 25.8 (78.4)                        | 21.3 (70.3)                        | 14.2 (57.6)                        | 5.6 (42.1)                         | −1.6 (29.1)                        | 11.4 (52.6)                        |
| Trung bình ngày °C (°F)                 | −8.7 (16.3)                        | −7.9 (17.8)                        | −3.0 (26.6)                        | 4.4 (39.9)                         | 11.3 (52.3)                        | 15.9 (60.6)                        | 19.7 (67.5)                        | 20.0 (68.0)                        | 15.2 (59.4)                        | 8.3 (46.9)                         | 1.5 (34.7)                         | −5.5 (22.1)                        | 5.9 (42.7)                         |
| Tối thiểu trung bình ngày °C (°F)       | −14.8 (5.4)                        | −14.7 (5.5)                        | −9.1 (15.6)                        | −1.3 (29.7)                        | 4.7 (40.5)                         | 10.0 (50.0)                        | 14.7 (58.5)                        | 15.2 (59.4)                        | 9.8 (49.6)                         | 3.0 (37.4)                         | −2.9 (26.8)                        | −10.8 (12.6)                       | 0.3 (32.6)                         |
| Thấp kỉ lục °C (°F)                     | −33.2 (−27.8)                      | −32.7 (−26.9)                      | −27.5 (−17.5)                      | −14.2 (6.4)                        | −4.7 (23.5)                        | −0.9 (30.4)                        | 3.8 (38.8)                         | 4.7 (40.5)                         | −0.6 (30.9)                        | −6.0 (21.2)                        | −20.8 (−5.4)                       | −27.3 (−17.1)                      | −33.2 (−27.8)                      |
| Lượng Giáng thủy trung bình mm (inches) | 41.1 (1.62)                        | 38.3 (1.51)                        | 47.0 (1.85)                        | 49.5 (1.95)                        | 68.5 (2.70)                        | 69.5 (2.74)                        | 121.2 (4.77)                       | 168.3 (6.63)                       | 129.0 (5.08)                       | 96.0 (3.78)                        | 94.5 (3.72)                        | 73.5 (2.89)                        | 996.4 (39.24)                      |
| Lượng tuyết rơi trung bình cm (inches)  | 164 (65)                           | 141 (56)                           | 129 (51)                           | 28 (11)                            | 0 (0)                              | 0 (0)                              | 0 (0)                              | 0 (0)                              | 0 (0)                              | 3 (1.2)                            | 79 (31)                            | 182 (72)                           | 726 (287.2)                        |
| Số ngày mưa trung bình                  | 15.2                               | 13.1                               | 13.6                               | 11.4                               | 11.0                               | 9.9                                | 10.9                               | 11.7                               | 12.3                               | 14.1                               | 17.9                               | 18.2                               | 159.3                              |
| Số ngày tuyết rơi trung bình            | 21.1                               | 18.8                               | 17.0                               | 3.3                                | 0                                  | 0                                  | 0                                  | 0                                  | 0                                  | 0.4                                | 8.2                                | 21.1                               | 89.9                               |
| Số giờ nắng trung bình tháng            | 67.5                               | 83.2                               | 122.1                              | 154.0                              | 181.5                              | 166.0                              | 161.6                              | 156.2                              | 149.8                              | 123.4                              | 60.1                               | 47.9                               | 1.473,3                            |
| Nguồn 1: Cục Khí tượng Nhật Bản         |                                    |                                    |                                    |                                    |                                    |                                    |                                    |                                    |                                    |                                    |                                    |                                    |                                    |
| Nguồn 2: Cục Khí tượng Nhật Bản         |                                    |                                    |                                    |                                    |                                    |                                    |                                    |                                    |                                    |                                    |                                    |                                    |                                    |